# Daniel Handler
Daniel Handler er forfatter til bogserien En ulykke kommer sjældent alene.